# Nils Edling (1880–1970)
Nils Gustaf Sebastian Edling, född 9 april 1880 i Svea artilleriregementes församling, Stockholms stad, död 2 maj 1970 i Saltsjöbadens församling, Stockholms län, var en svensk ämbetsman.

## Biografi
Efter mogenhetsexamen i Stockholm 1898 avlade Edling juris utriusque kandidat vid Uppsala universitet 1903. Han tjänstgjorde som tillförordnad domhavande i Norrvikens domsaga 1905–1906, blev tillförordnad fiskal i Svea hovrätt 1908, adjungerad ledamot av Svea hovrätt 1909, tillförordnad revisionssekreterare 1912, fiskal 1913, assessor 1915 och samma år hovrättsråd. Edling utnämndes 1917 till revisionssekreterare och blev 1919 häradshövding i Uppsala läns norra domsaga. Han publicerade i Svensk juristtidning uppsatser rörande olika praktiska rättsfrågor och sysslade även med äldre dagars rättsskipning i Uppland och publicerade en rad uppländska domböcker från 1500- och 1600-talen, samlade i Uppländska domböcker utgivna av Kungliga humanistiska vetenskapssamfundet i Uppsala (1925–1942). Edling togs även i anspråk av kommunala och kyrkliga myndigheter för olika offentliga uppdrag. Från 1937 var han av Kunglig Majestät utsedd till ledamot av ärkestiftets domkapitel. Edling blev 1942 juris hedersdoktor i Uppsala universitet.
Nils Edling var son till fördelningsläkaren Nils August Edling. Han var bror till Lars Edling. Nils Edling är begravd på Uppsala gamla kyrkogård.